# Edina Gallovits-Hall
Klaudia Edina Gallovits (Timișoara, 10 december 1984) is een voormalig professioneel tennisspeelster uit Roemenië. Gallovits begon op vierjarige leeftijd met tennis. Haar favoriete ondergrond is gravel. Zij speelt rechtshandig en heeft een tweehandige backhand. Zij was actief in het internationale tennis van 1999 tot en met 2015.

## Loopbaan
In 2010 won Gallovits haar eerste WTA-titel op het vrouwendubbelspeltoernooi in Bogota, samen met de Argentijnse Gisela Dulko.
In het enkelspel won Gallovits geen WTA-toernooien – zij bezit wel negentien ITF-titels in deze discipline. Op ieder van de grandslamtoernooien heeft zij in de tweede ronde gestaan, maar verder is zij niet gekomen. Haar hoogste WTA-ranglijstpositie – de 54e plaats – bereikte zij in april 2008.
In het dubbelspel won Gallovits drie WTA-titels, plus negen op het ITF-circuit. Haar beste resultaat op de grandslamtoernooien is het bereiken van de derde ronde, op Roland Garros 2012. Haar hoogste notering op de WTA-ranglijst is de 63e plaats, die zij bereikte in april 2009.
Gallovits is van oorsprong Hongaarse, en spreekt mede daardoor Hongaars, Roemeens, Duits en Engels. In november 2010 trouwde zij met haar coach, de Amerikaan Bryce Hall. Vijf jaar later verkreeg zij de Amerikaanse nationaliteit; maar toen had zij haar actieve carrière al beëindigd.

## Posities op deWTA-ranglijst
Positie per einde seizoen:
| jaar | rang enkelspel | rang dubbelspel |
| ---- | -------------- | --------------- |
| 2000 | 568            | 686             |
| 2001 | 291            | 351             |
| 2002 | 204            | 254             |
| 2003 | 187            | 246             |
| 2004 | 186            | 208             |
| 2005 | 129            | 285             |
| 2006 | 111            | 151             |
| 2007 | 87             | 176             |
| 2008 | 84             | 97              |
| 2009 | 93             | 77              |
| 2010 | 75             | 73              |
| 2011 | 124            | 125             |
| 2012 | 109            | 126             |
| 2014 | 744            | –               |
| 2015 | 542            | 808             |

## Palmares
| Legenda                | Legenda                  |
| ---------------------- | ------------------------ |
| Grandslamtoernooi      |                          |
| Olympische Spelen      |                          |
| Year-End Championships |                          |
| tot 2009               | 2009 – 2020 / vanaf 2021 |
| Tier I                 | Premier Mandatory        |
| Tier II                | Premier Five / WTA 1000  |
| Tier III               | Premier / WTA 500        |
| Tier IV & V            | International / WTA 250  |
|                        | Challenger / WTA 125     |

### WTA-finaleplaatsen enkelspel
| nr.              | datum      | toernooi      | ondergrond | tegenstandster      | score    |         |
| ---------------- | ---------- | ------------- | ---------- | ------------------- | -------- | ------- |
| verloren finales |            |               |            |                     |          |         |
| 1.               | 2007-06-17 | WTA Barcelona | gravel     | Meghann Shaughnessy | 3-6, 2-6 | details |

### WTA-finaleplaatsen dubbelspel
| nr.              | datum      | toernooi       | partner                 | tegenstandsters                    | score            |         |
| ---------------- | ---------- | -------------- | ----------------------- | ---------------------------------- | ---------------- | ------- |
| gewonnen finales |            |                |                         |                                    |                  |         |
| 1.               | 2010-02-21 | WTA Bogota     | Gisela Dulko            | Olha Savtsjoek Anastasija Jakimava | 6-2, 7-6         | details |
| 2.               | 2010-09-19 | WTA Guangzhou  | Sania Mirza             | Han Xinyun Liu Wanting             | 7-5, 6-3         | details |
| 3.               | 2011-02-20 | WTA Bogota     | Anabel Medina Garrigues | Sharon Fichman Laura Pous Tió      | 2-6, 7-6, [11-9] | details |
| verloren finales |            |                |                         |                                    |                  |         |
| 1.               | 2008-04-20 | WTA Charleston | Volha Havartsova        | Katarina Srebotnik Ai Sugiyama     | 2-6, 2-6         | details |

## Resultaten grandslamtoernooien
| Legenda | Legenda                          |
| ------- | -------------------------------- |
| g.t.    | geen toernooi gehouden           |
| l.c.    | lagere categorie                 |
| –       | niet deelgenomen                 |
| G       | uitgeschakeld in de groepsfase   |
| 1R      | uitgeschakeld in de eerste ronde |
| 2R      | uitgeschakeld in de tweede ronde |
| 3R      | uitgeschakeld in de derde ronde  |
| 4R      | uitgeschakeld in de vierde ronde |
| KF      | uitgeschakeld in de kwartfinale  |
| HF      | uitgeschakeld in de halve finale |
| F       | de finale verloren               |
| W       | het toernooi gewonnen            |
| w-v     | winst/verlies-balans             |

### Enkelspel
| Australian Open | –  | –  | 1R | 2R | 2R | 1R | 1R | –  | 1R | –  |
| Roland Garros   | 1R | –  | 2R | 1R | 1R | –  | 2R | 1R | –  | –  |
| Wimbledon       | –  | 1R | 1R | 2R | 1R | 2R | –  | 1R | –  | 1R |
| US Open         | –  | –  | 1R | 1R | 1R | 1R | –  | 2R | –  | –  |

### Vrouwendubbelspel
| toernooi        | 2005 |    | 2007 | 2008 | 2009 | 2010 | 2011 | 2012 |
| --------------- | ---- | -- | ---- | ---- | ---- | ---- | ---- | ---- |
| Australian Open | –    | –  | 1R   | 2R   | 1R   | 1R   | –    |      |
| Roland Garros   | –    | –  | 2R   | 1R   | 2R   | 1R   | 3R   |      |
| Wimbledon       | 1R   | –  | 1R   | 1R   | 1R   | –    | –    |      |
| US Open         | –    | 1R | –    | 2R   | 2R   | 1R   | –    |      |